# Haga parkmuseum

Haga parkmuseum är inrymt i det mellersta av koppartälten i Hagaparken i Solna och skildrar historien, människorna och byggnaderna i Haga.

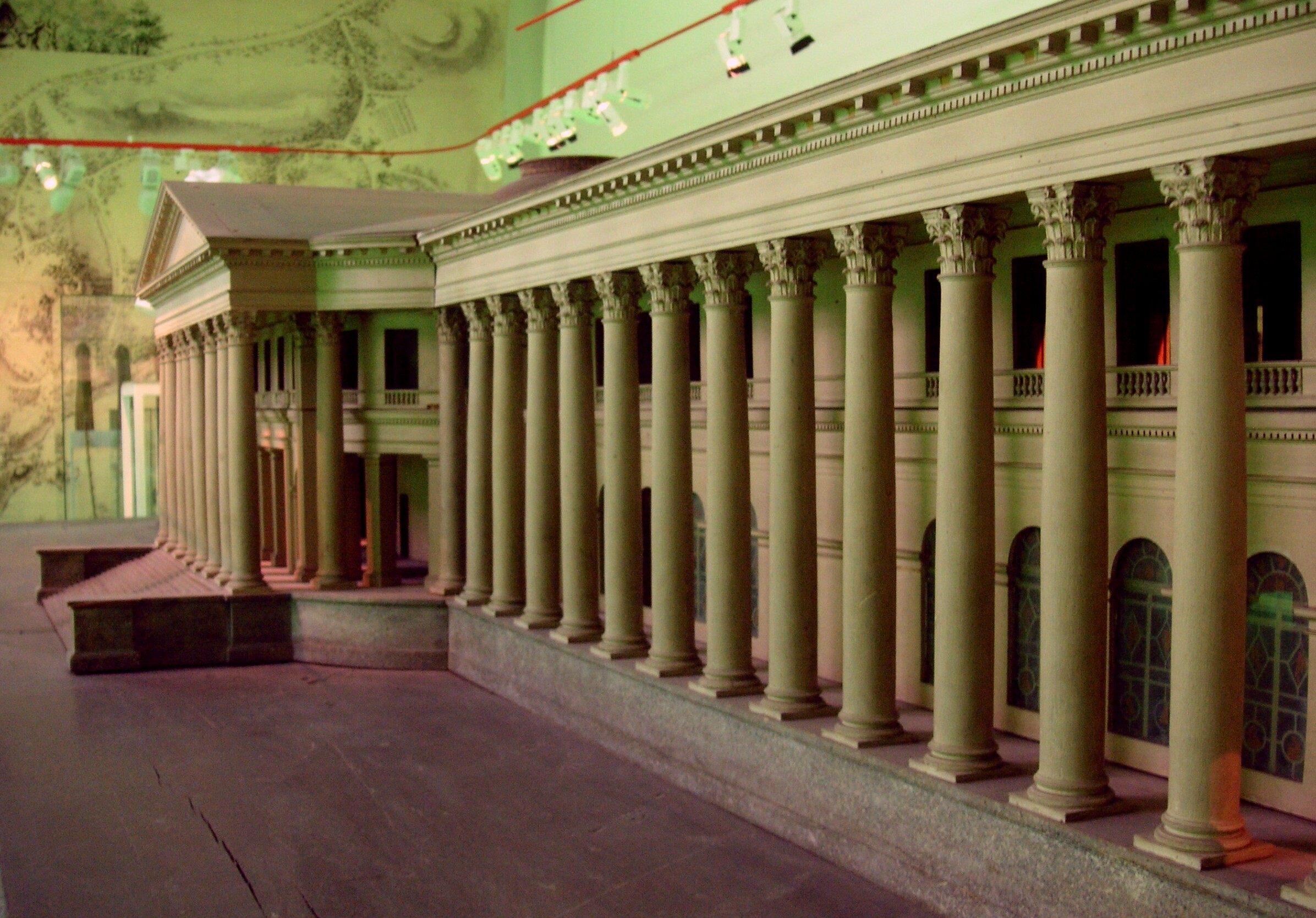
Trämodellen av Stora Haga slott

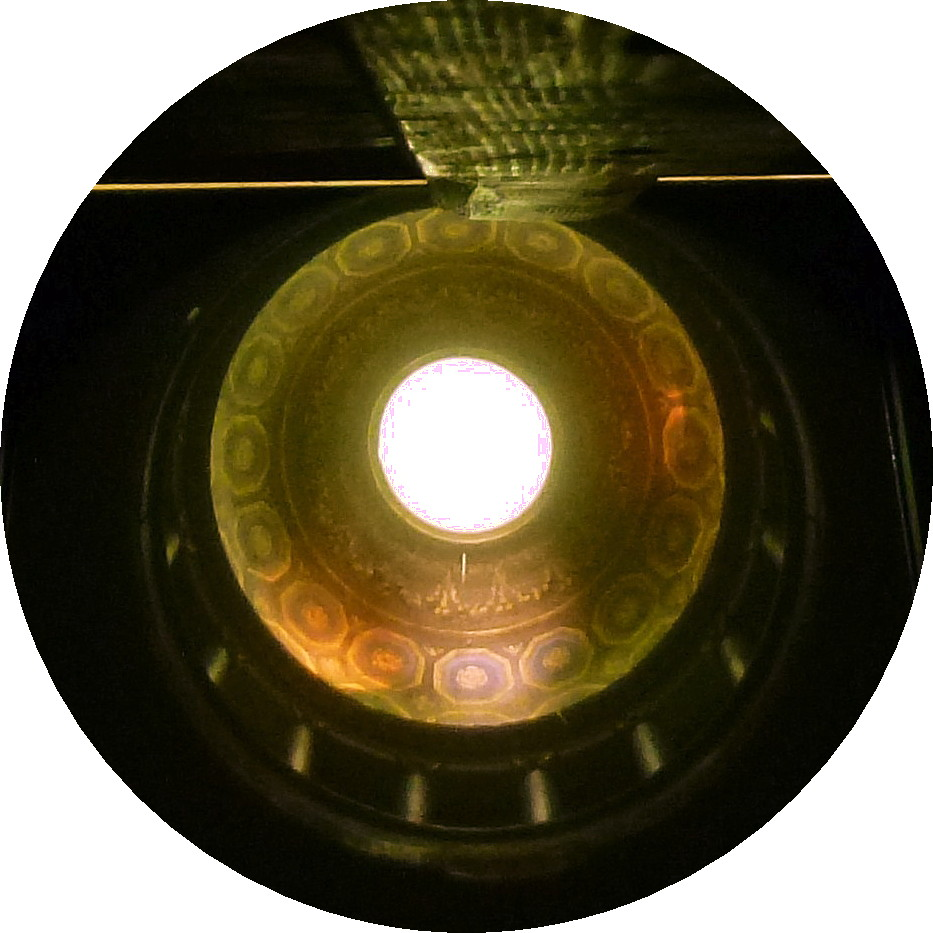
Slottsmodellens kupol

Museet består av två mindre och ett större utställningsrum, där Hagaparken visas med nya och historiska bilder och planer. Den bortre kortväggen smyckar en förstoring av Fredrik Magnus Pipers "Generalplan över Hagaparken" från 1781 och den motsatta kortväggen visar en förstoring av Louis Jean Desprez' vision av parken och Stora slottet från 1790-talet.
Helt dominerande, i rummets mitt, finns en stor och mycket detaljerad trämodell av Stora Haga slott, som Gustav III hade planerat. Modellen ger ett intryck av den enorma byggnaden. Via ett titthål på sidan av modellen och ett spegelsystem kan besökaren till och med se in i slottets kupol, så som arkitekten Desprez hade tänkt sig. Delar av modellen kan lyftas av och visar då exakta inredningsdetaljer i miniformat.
Bygget av lustslottet inställdes kort efter att Gustav III mördades och kom inte längre än till grunden, den finns kvar att beskåda ute i parken. 
År 1983 invigdes museet. Efter en ombyggnad återinvigde Statens fastighetsverk våren 2003 Haga parkmuseum med en helt ny utställning om parken och dess byggnader. Entrén till Haga parkmuseum är gratis.

## Bilder

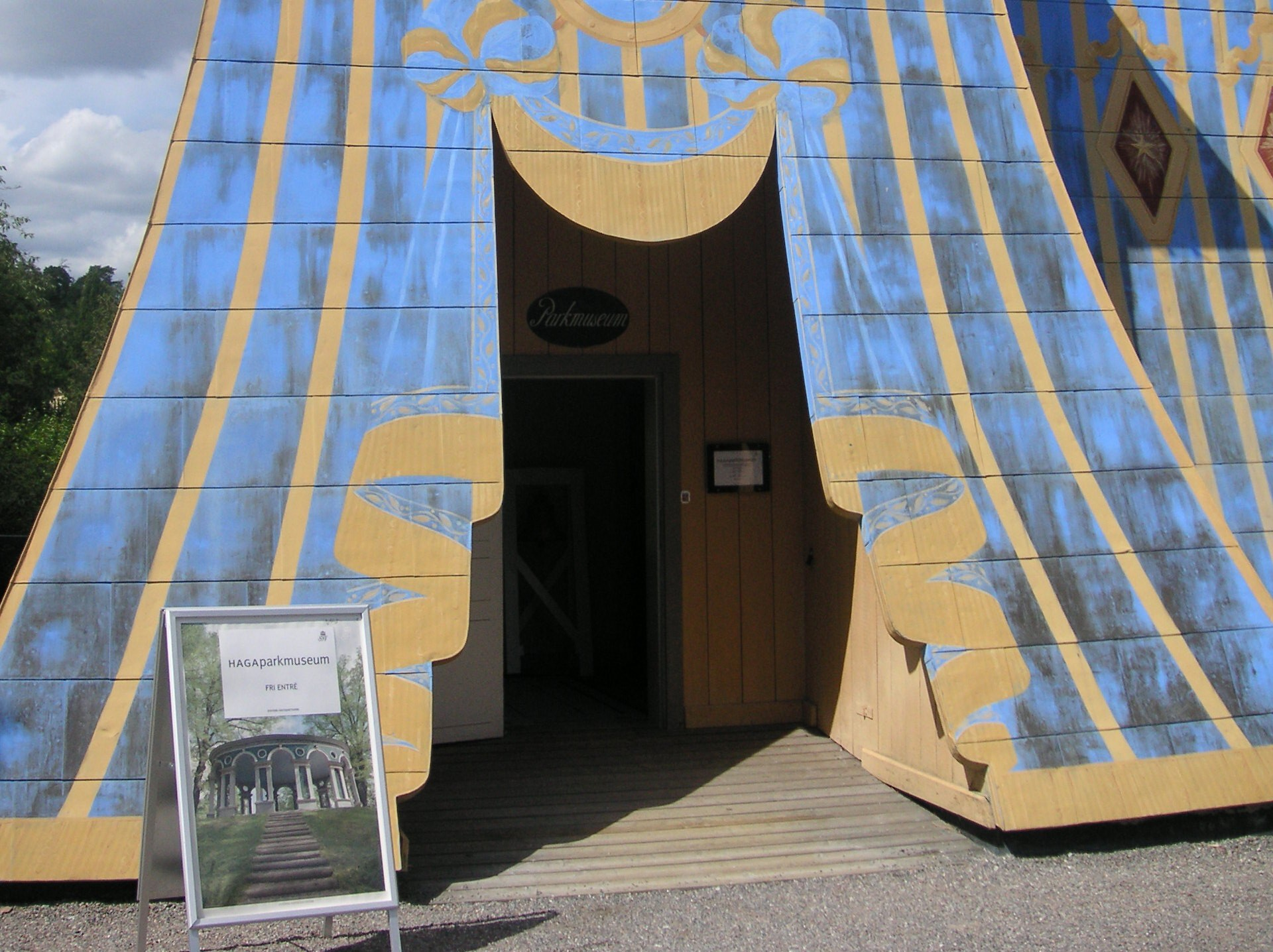
Entrén till Haga parkmuseum
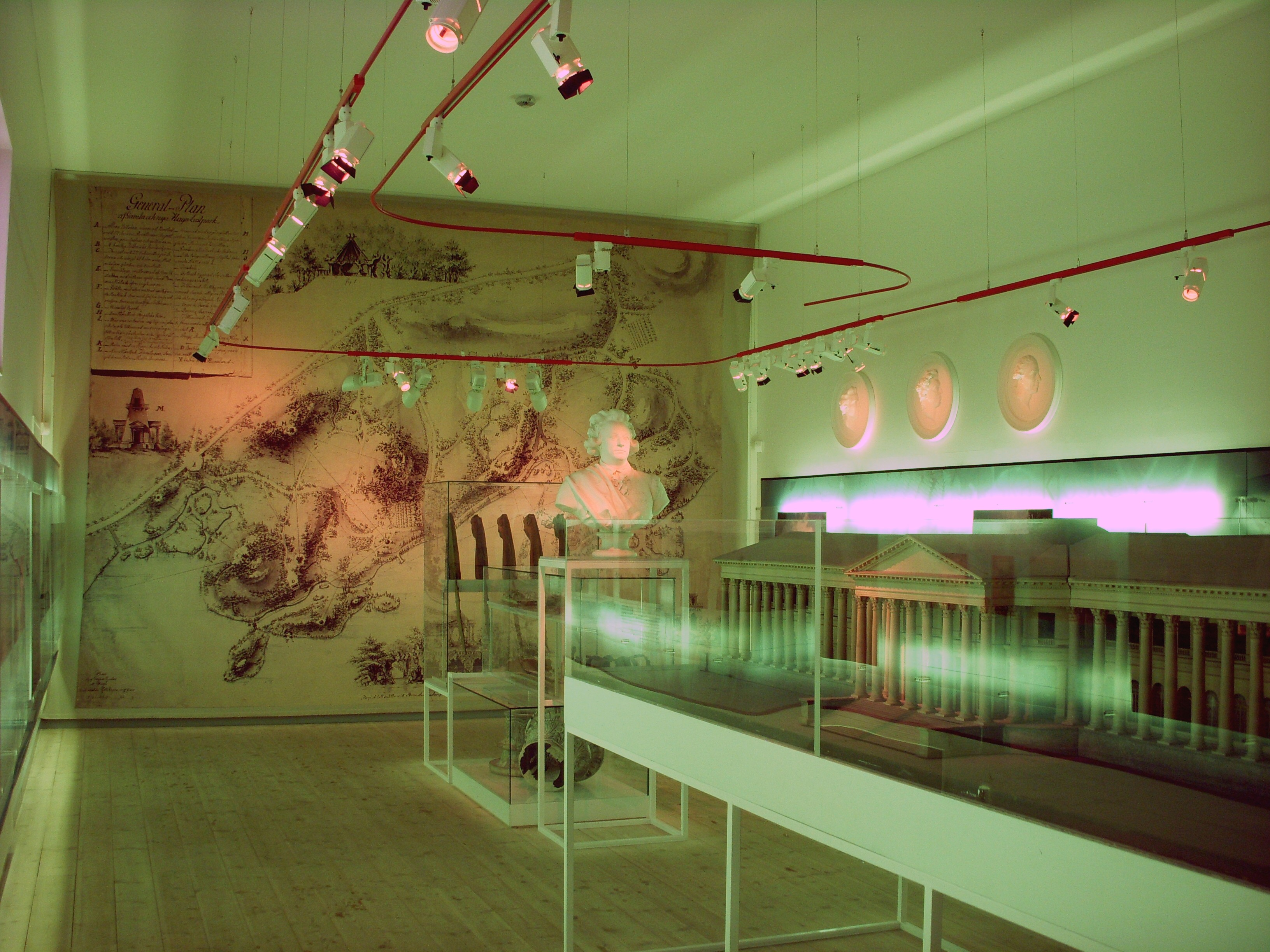
Utställningsrummet, i montern till höger syns modellen för Stora Haga slott
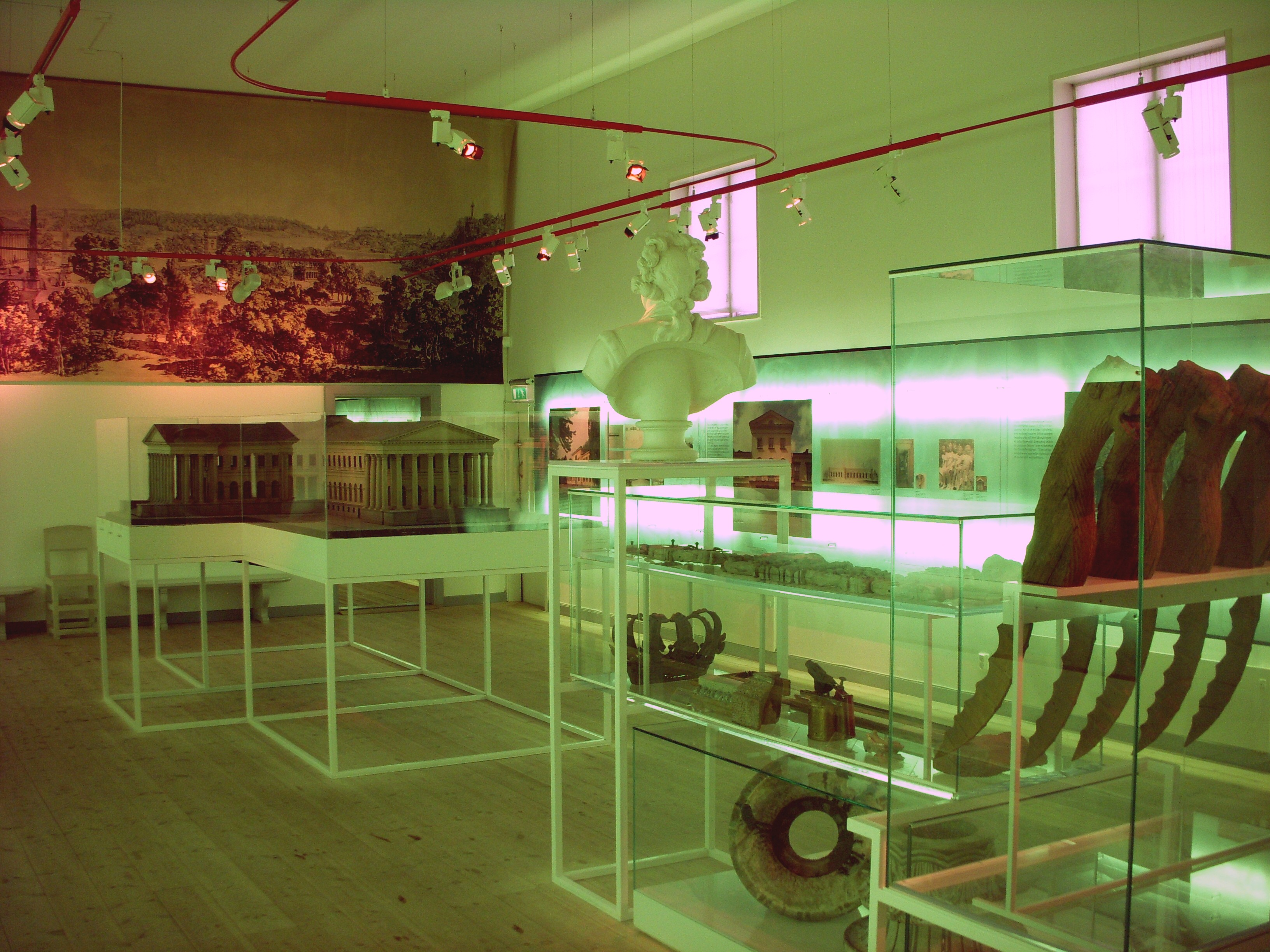
I montern till höger syns några drakhuvuden från Kinesiska paviljongen
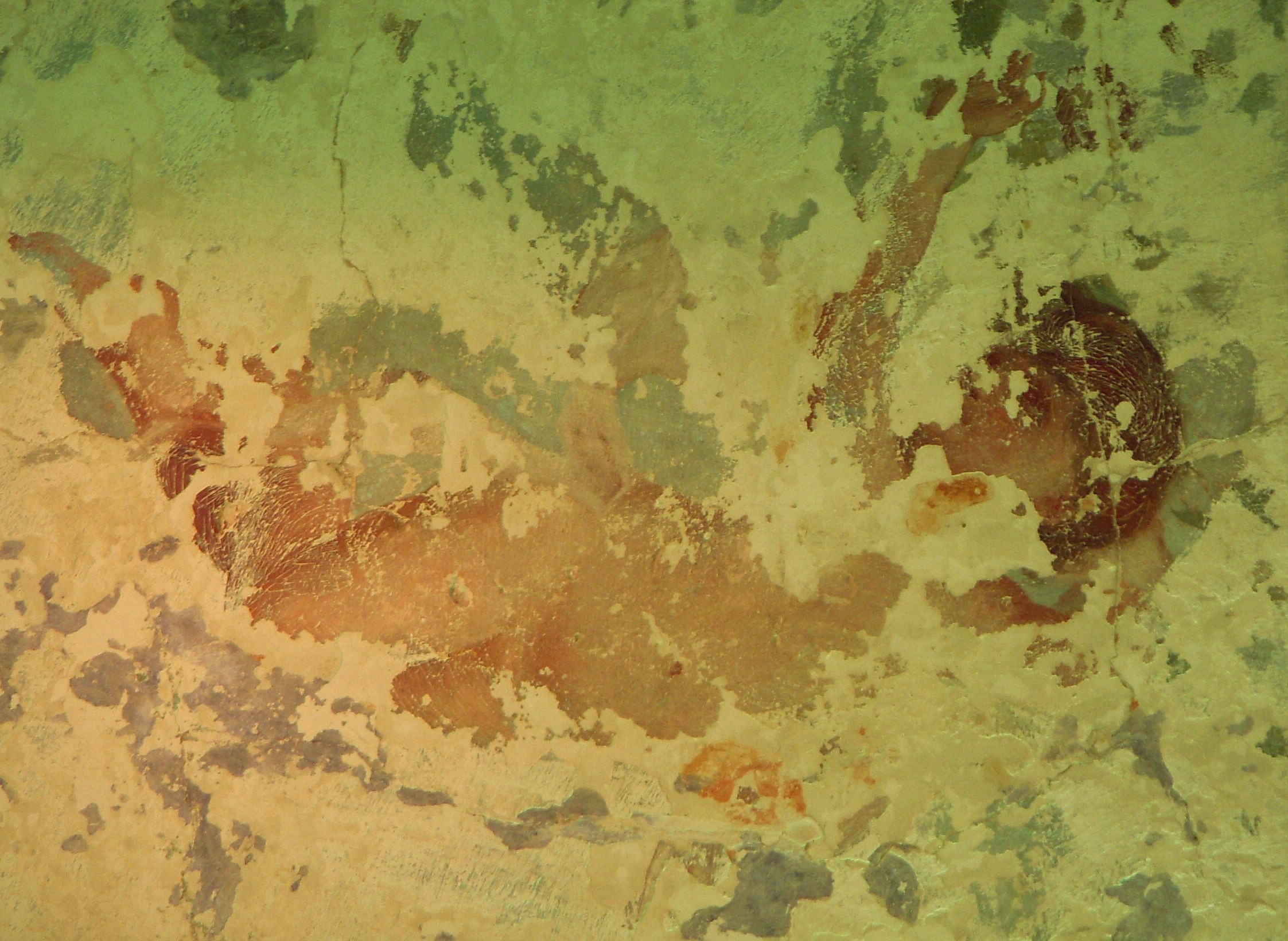
Bevarade putsfragment av amorin från Ekotemplet